# Cantone di Épinay-sur-Seine
Il Cantone di Épinay-sur-Seine è una divisione amministrativa dell'arrondissement di Saint-Denis.
A seguito della riforma complessiva dei cantoni del 2014 è passato da 1 a 3 comuni.

## Composizione
Prima della riforma del 2014 comprendeva il solo comune di Épinay-sur-Seine.
Dal 2015 comprende parte del comune di Épinay-sur-Seine e i comuni di:
- Pierrefitte-sur-Seine
- Villetaneuse